# Вулиця Степана Ленкавського (Брюховичі, смт)
Ву́лиця Степана Ленкавського — вулиця у смт Брюховичі, підпорядкованому Шевченківському району Львова. Починається від будинку на вулиці Незалежності України, 27-А та закінчується поблизу залізничної колії. Прилучається вулиця Бічна Макаренка.

## Назва
Вулиця названа на честь російського радянського письменника та педагога, одного із засновників системи дитячо-підліткового виховання Антона Макаренка. 18 липня 2024 року начальник ЛОВА ухвалив рішення про перейменування понад 130 вулиць в населених пунктах Львівщини, опираючись на рекомендації робочої групи з питань декомунізації при Львівській ОВА, до якої увійшли зокрема історики, ветерани poсійcько-української війни та активні жителі громад. Таким чином, вулиця Антона Макаренка у селищі Брюховичі перейменована на вулицю Степана Ленкавського, на честь українського політичний діяча, публіциста, одного з ідеологів Організації українських націоналістів (ОУН) Степана Ленкавського.

## Забудова
У забудові переважає садибна забудова 1930—2000-х років, а також присутній радянський конструктивізм 1970—1980-х років.
№ 6 — колишня садиба, споруджена за часів Австро-Угорщини та переобладнана у наш час під сучасний готельно-ресторанний комплекс «Акваріус». Відпочинковий комплекс має три поверхи та побудований з каменю й дерева на кшталт альпійських шале. Інтер'єр і дизайн готельно-ресторанного комплексу були розроблені та втілені дизайнером Тарасом Турянським.
№ 9 — адміністративний корпус закладу дошкільної освіти (ясла-садок) № 143 «Лісовий дзвіночок» Львівської міської ради, розташований у давній двоповерховій віллі «Манру»(пол. willa «Manru»), збудованій на початку XX століття. Дошкільний заклад, створений у 1979 році, відповідно до рішення виконавчого комітету Брюховицької селищної ради № 36 в приміщенні колишнього дитячого будинку. У 1980 році до ДНЗ № 143 було приєднано ДНЗ № 73, що на нинішній вул. Сухомлинського, 6 з метою здійснення єдиної системи виховання та навчання дітей ясельного та дошкільного віку. На той час ДНЗ № 143 був розрахований на 175 дітей, розташований у трьох корпусах, налічував дві кухні, складське приміщення, котельню та свердловину. 1989 року відділом освіти було відкрито дві групи для дітей з вадами мови. У 1991 році через скорочення чисельності дітей Брюховицькою селищною радою було забрано приміщення ДНЗ № 73, що на вул. Сухомлинського. Нині заклад дошкільної освіти складається з двох приміщень: в одному навчаються діти, в іншому — розташована кухня. У садочку навчається і виховується 240 дітей віком від 2-х до 6-х років. Налічується 6 вікових груп: 5 груп — дошкільного віку, 1 — група раннього віку. 2019 року на подвір’ї садочку облаштували два нових павільйони, де діти можуть проводити час, коли перебувають на вулиці. Від 1986 року садочок очолює Богдана Іванівна Зубрицька.
№ 10 — житловий комплекс «Хюге», що складається з односекційного житлового чотириповерхового будинку. Здача будинку в експлуатацію планується на IV квартал 2020 року.
№ 19 — середня загальноосвітня школа I-III ступенів № 41 міста Львова. При школі діє спортивна секція з кіокушинкай карате. Брюховицькою селищною радою готуються документи на розроблення проєктно-кошторисної документації на будівництво комунального спортивного комплексу біля цієї школи.